# Škarda dvouletá

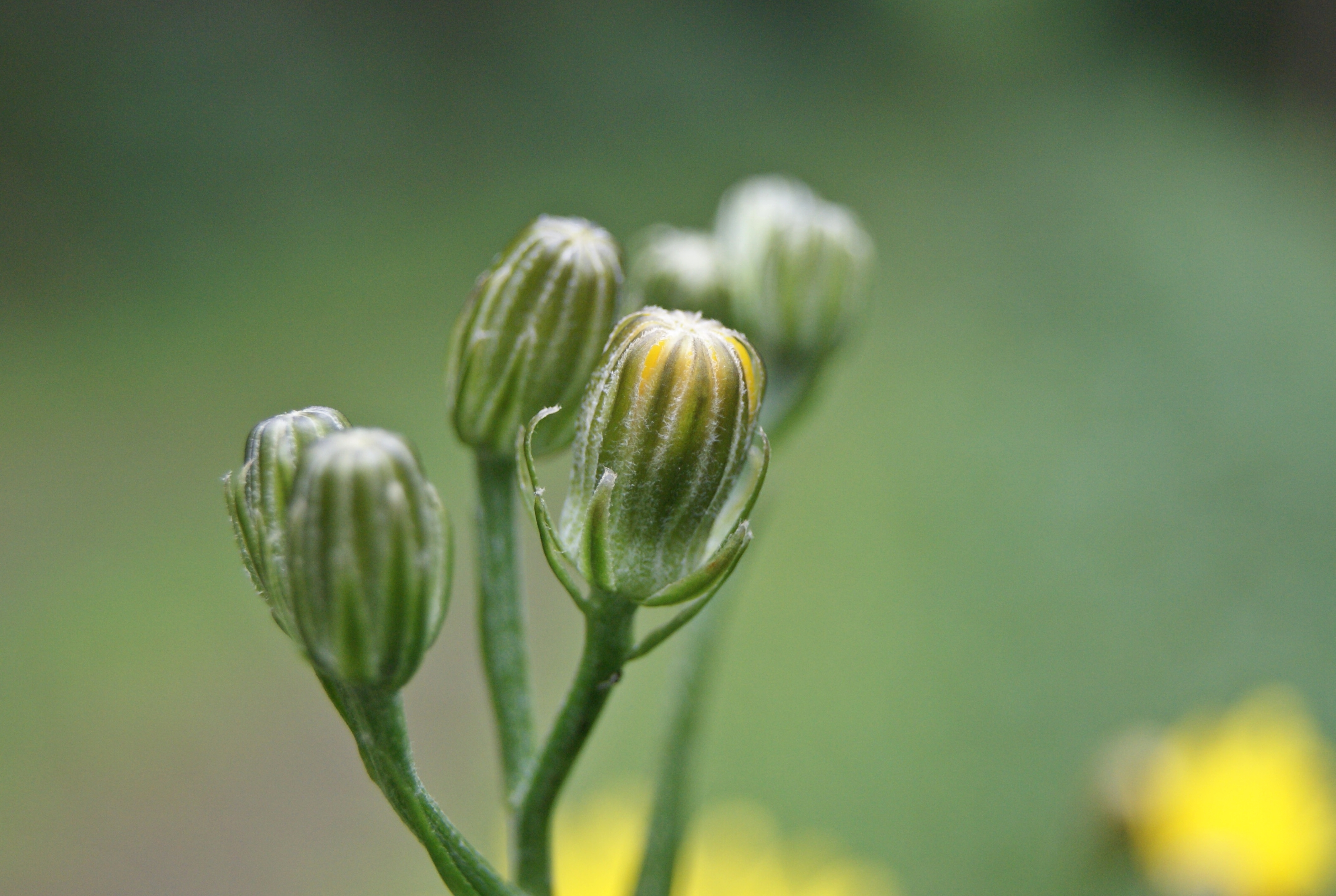
Úbory s nerozkvetlými květy

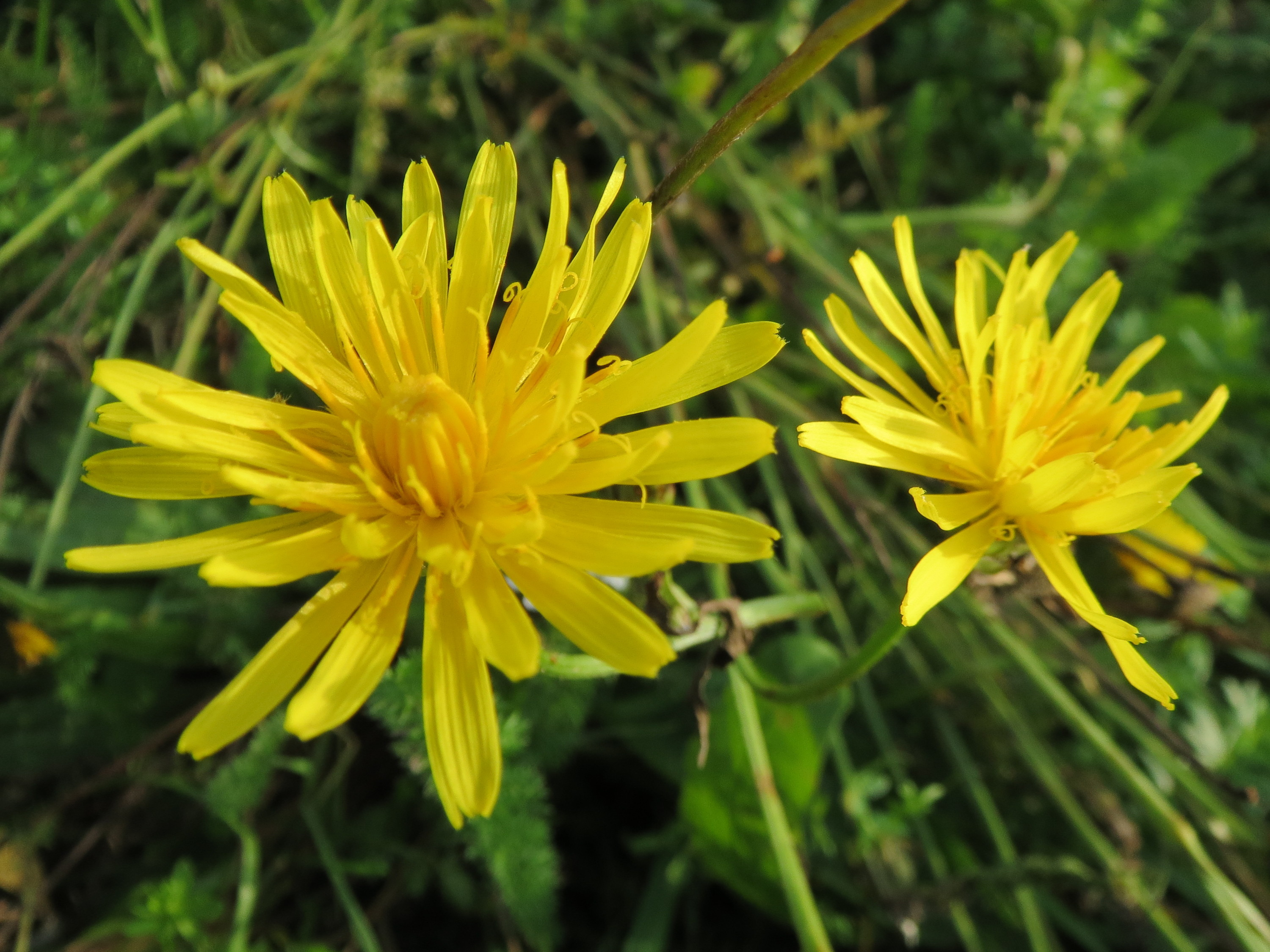
Květy úboru

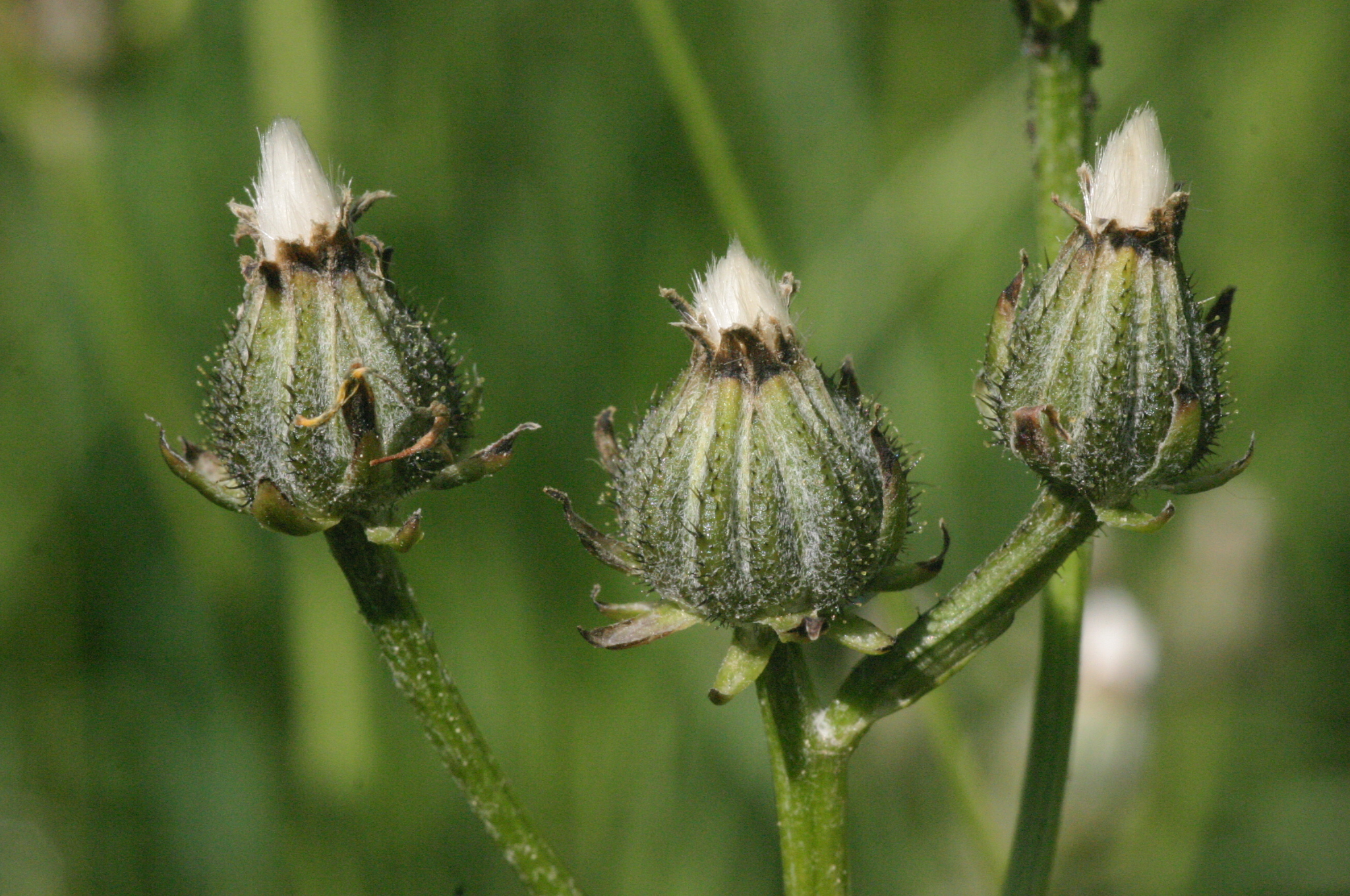
Úbory s dozrávajícími květy

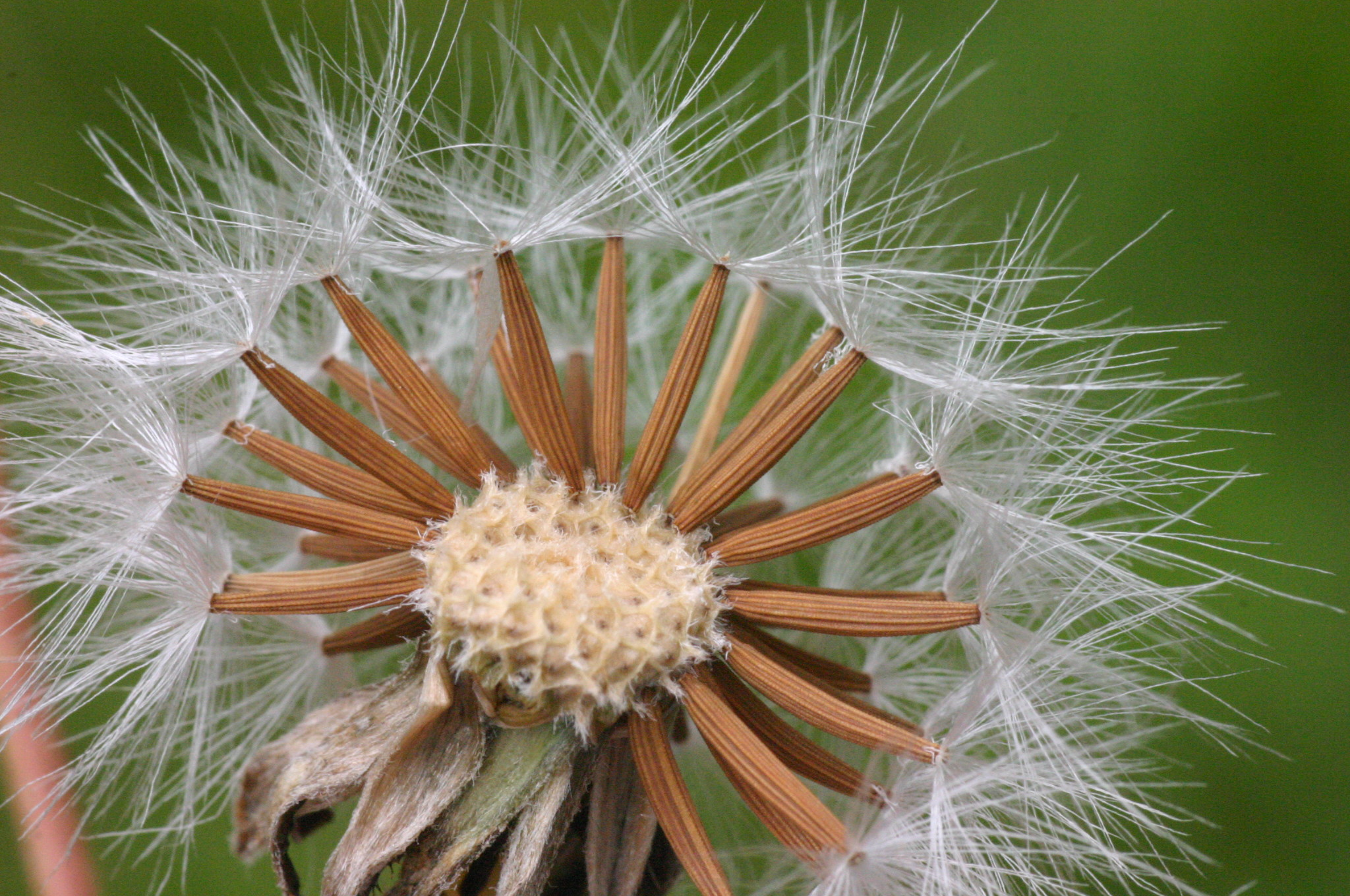
Nažky s chmýrem

Škarda dvouletá (Crepis biennis) je dvouletá středně vysoká bylina, rozkvétající v létě jasně žlutými úbory. Roste na loukách, v městských trávnících i okolo cest. V české přírodě je hojně rozšířeným původním druhem; je jedním z více než deseti druhů rodu škarda a je považována za nepříliš významný plevel.

## Rozšíření
Původní areál druhu zabírá téměř celou Evropu, mimo úplný sever a nejjižnější oblasti Pyrenejského poloostrova; na Balkánském poloostrově nejjižněji zasahuje jen do Bulharska. Zavlečena byla do Severní Ameriky, na severovýchod Spojených států amerických a jihovýchod Kanady.
V České republice se vyskytuje poměrně hojně. Podél dopravních komunikací je šířena z planárního až do subalpínského stupně, nejvýše byla zaznamenána v Krkonoších ve výšce 1360 m n. m.

## Ekologie
Dvouletá bylina, která prvým rokem vytváří přízemní listovou růžici a druhým rokem vyhání květnou lodyhu. V době květu má listy v růžici z větší části nebo zcela odumřelé. Někdy vyrůstá ve víceletých pícninách, a protože kvete poměrně pozdě, bývá posečena v první seči již před rozkvětem. Po posečení rychle obráží v četných nízkých a značně rozvětvených lodyhách. Druh pravděpodobně vznikl dávným křížením jiných škard, není však známo, kterých. Kvete postupně, od května do září. Rozmnožuje se výhradně semeny (nažkami), která mají v prvém roce výbornou klíčivost, jež v následujících letech rychle klesá. Nejlépe vzchází z hloubky do 2 cm. Ploidie druhu je 2n = 40.
Roste nejčastěji na vlhkých až vysychavých, obvykle hlinitých a živinami bohatých půdách, které jsou kyselé až slabě alkalické. Vyskytuje se na loukách, pastvinách, mezích, podél polních komunikací, břehů vodních toků i nádrží, na náspech, rumištích, na nekultivovaných plochách sídlišť apod. Občas roste na úrodných polích a chová se jako konkurenčně silná rostlina.

## Popis
Rostlina s lodyhou vysokou 25 až 100 cm vyrůstající z kůlovitého, vřetenovitého kořene. Lodyhy je přímá, tuhá, chlupatá, výrazně rýhovaná, asi 6 mm tlustá, řídce olistěná, v horní části větvená a na bázi často fialově naběhlá. Listy jsou jednoduché, podlouhle kopinaté, nepravidelně peřenoklané až peřenosečné, se zvětšeným koncovým úkrojkem. Čepel mají dlouhou 8 až 22 cm a širokou 2 až 6 cm, na lící i rubu chlupatou a s jednou hlavní žilkou vedoucí od základny ke špičce. Přízemní listy jsou řapíkaté. Střídavě rostoucí lodyžní listy vyrůstají v uzlinách, ve spodní části lodyhy jsou zúžené do křídlatého řapíku, v horní části jsou přisedlé hrálovitou bázi.
Kvetoucí, dvaceti- až padesátikvěté úbory jsou okolo tří cm široké, zlatožluté a obvykle vytvářejí v horní polovině lodyhy, v počtu dva až osm řídkou, rozvětvenou chocholičnatou latu. Úbory jsou světle zelené, rostou na stopkách pavučinatě chlupatých, jsou asi 12 mm dlouhé a u báze 6 mm široké. V době plného květu mají asi 30 mm v průměru a po odkvětu je zákrov válcovitý až baňkovitý. Zákrovní listeny jsou ve dvou řadách, jsou čárkovitě kopinaté a zpočátku se střechovitě překrývají. Vnější, v počtu okolo 7, jsou dlouhé asi 5 mm, přitisklé a později obloukovitě rozestálé (tvoří zákroveček); vnitřní jsou asi o třetinu delší a hustě chlupaté. Všechny květy úboru jsou oboupohlavné a mají jasně žlutou, srostlou korunu s pětizubou ligulou a stejně zbarvené trubičky s prašníky, čnělky i blizny. Liguly okrajových květů jsou dlouhé až 15 mm a široké do 1,5 mm, nejkrajnější z nich výrazně převyšují zákrov. Květní kalich je redukovaný. Květy poskytují nektar a opylují je včely i dvoukřídlý hmyz, nejčastěji pestřenky, kuklice, zavalitky, zelenušky.
Plod je světle hnědá, asi 4 mm dlouhá a 0,5 mm tlustá nažka bez zobánku, která je u báze nejširší a k vrcholu se mírně zužuje. Má sněhobílý, dvou- až třířadý chmýr s paprsky 6 mm dlouhými, které jsou ohebné a nerozpadavé. Chmýr zásadně napomáhá k šíření nažek větrem.

## Význam
Dvouletá, jen řídce jednoletá bylina vyrůstající na obhospodařovaných polích nejčastěji ve dvouletých pícninách. Za příhodných podmínek se jí daří natolik, že začne vytlačovat žádanější pícní rostliny a svými tvrdými a hořkými lodyhami znehodnocuje píci.
Bývá považována za plevel, který není příliš nebezpečný. Lze ji na obdělávaných polích omezovat střídáním pěstovaných plodin. Nažky jsou oblíbenou potravou ptáků.